# 스타 오션
《스타 오션》은 트라이에이스가 개발하고 스퀘어 에닉스가 배급하는 일련의 액션 롤플레잉 게임 시리즈이다. 1996년 슈퍼 패미컴으로 발매된 《스타 오션》을 시작으로 본편 총 다섯 작품이 제작됐다.

## 게임
| 1996 | 스타 오션                                   |
| 1997 |                                             |
| 1998 | 스타 오션: 더 세컨드 스토리                 |
| 1999 |                                             |
| 2000 |                                             |
| 2001 | 스타 오션: 블루 스피어                      |
| 2002 |                                             |
| 2003 | 스타 오션: 틸 디 엔드 오브 타임             |
| 2004 |                                             |
| 2005 |                                             |
| 2006 |                                             |
| 2007 |                                             |
| 2008 |                                             |
| 2009 | 스타 오션 4: 더 라스트 호프                 |
| 2010 |                                             |
| 2011 |                                             |
| 2012 |                                             |
| 2013 |                                             |
| 2014 |                                             |
| 2015 |                                             |
| 2016 | 스타 오션 5: 인테그리티 앤드 페이스리스니스 |
| 2016 | 스타 오션: 애넘네시스                       |

시리즈 첫번째 게임 《스타 오션》은 1996년 7월 19일 슈퍼 패미컴으로 최초로 발매됐다. 슈퍼 패미컴판은 일본에서만 발매됐다. 2007년 12월 27일 플레이스테이션 포터블로 리메이크 《스타 오션: 퍼스트 디퍼처》가 출시됐다.

## 참조
1. ↑  영어: Star Ocean, 일본어: スターオーシャン